# Santa Catarina (Lisboa)
Santa Catarina é uma parte da cidade e antiga freguesia portuguesa do município de Lisboa, com 0,21 km² de área e 3 716 habitantes (2011). Densidade: 17 695,2 hab./km².
A freguesia foi criada em 1599, designando-se inicialmente Santa Catarina do Monte Sinai.
Como consequência de uma reorganização administrativa, oficializada a 8 de novembro de 2012 e que entrou em vigor após as eleições autárquicas de 2013, foi determinada a extinção da freguesia, passando o seu território integralmente para a nova freguesia da Misericórdia.
É no território desta antiga freguesia que se situa o Museu da Farmácia.

## População
★ No censo de 1864 pertencia ao Bairro de Alcântara. Os seus limites foram fixados pelo decreto-lei nº 42.142, de 07/02/1959

Grupos etários' em 2001 e 2011			

| Nº de habitantes | Nº de habitantes | Nº de habitantes | Nº de habitantes | Nº de habitantes | Nº de habitantes | Nº de habitantes | Nº de habitantes | Nº de habitantes | Nº de habitantes | Nº de habitantes | Nº de habitantes | Nº de habitantes | Nº de habitantes | Nº de habitantes | Nº de habitantes |
| ---------------- | ---------------- | ---------------- | ---------------- | ---------------- | ---------------- | ---------------- | ---------------- | ---------------- | ---------------- | ---------------- | ---------------- | ---------------- | ---------------- | ---------------- | ---------------- |
| 1864             | 1878             | 1890             | 1900             | 1911             | 1920             | 1930             | 1940             | 1950             | 1960             | 1970             | 1981             | 1991             | 2001             | 2011             |                  |
| 8694             | 10282            | 11065            | 11517            | 12703            | 13742            | 13601            | 13778            | 13342            | 11715            | 8925             | 7969             | 5153             | 4081             | 3716             |                  |
|                  | +18%             | +8%              | +4%              | +10%             | +8%              | -1%              | +1%              | -3%              | -12%             | -24%             | -11%             | -35%             | -21%             | -9%              |                  |

|     | 0-14 anos  | 15-24 anos | 25-64 anos   | 65 e + anos |
| Hab | 402 \| 350 | 488 \| 350 | 2030 \| 2131 | 1161 \| 885 |
| Var | -13%       | -28%       | +5%          | -24%        |

## Património
- Palácio da Flor da Murta (antigo)
- Convento dos Paulistas ou Convento de São Paulo ou Convento de Jesus Cristo (da Serra de Ossa) ou Convento do Santíssimo Sacramento ou Antigo Convento dos Eremitas de São Paulo da Serra de Ossa
- Igreja de Santa Catarina ou Igreja dos Paulistas ou Igreja de São Paulo da Serra de Ossa
- Edifício na Travessa André Valente
- Palácio dos Condes de Mesquitela ou Palácio Mesquitela ou Quinta do Armeiro-Mor
- Palácio Pombal, Largo e Chafariz fronteiro
- Antigas instalações do Jornal O Século ou Palácio dos Viscondes de Lançada
- Palácio Verride ou Palácio de Santa Catarina

## Arruamentos
A freguesia de Santa Catarina continha 53 arruamentos. Eram eles:
| - Alto do Longo - Avenida Dom Carlos I - Beco do Carrasco - Calçada da Estrela - Calçada do Cabra - Calçada do Combro - Calçada do Tijolo - Cunhal das Bolas - Largo do Calhariz - Largo do Doutor António de Sousa Macedo - Pátio do Tijolo - Rua Caetano Palha - Rua da Academia das Ciências - Rua da Hera - Rua da Rosa - Rua da Vinha - Rua das Gaivotas - Rua de João Brás | - Rua de Marcos Marreiros - Rua de O Século - Rua de Santa Catarina - Rua de São Bento - Rua de São Boaventura - Rua do Poço dos Negros - Rua do Sol a Santa Catarina - Rua Dom Pedro V - Rua dos Caetanos - Rua dos Ferreiros a Santa Catarina - Rua dos Poiais de São Bento - Rua Dr. Luís de Almeida e Albuquerque - Rua Fernandes Tomás - Rua Fresca - Rua João Pereira da Rosa - Rua Luz Soriano - Rua Marechal Saldanha - Rua Nova do Loureiro | - Travessa André Valente - Travessa da Condessa do Rio - Travessa da Cruz de Soure - Travessa da Hera - Travessa das Mercês - Travessa de Santa Catarina - Travessa do Alcaide - Travessa do Caldeira - Travessa do Conde de Soure - Travessa do Convento de Jesus - Travessa do Judeu - Travessa do Oleiro - Travessa do Poço dos Negros - Travessa do Terreiro a Santa Catarina - Travessa dos Fiéis de Deus - Travessa dos Inglesinhos - Travessa dos Poiais |